# Лидия Чуковска
Лидия Чуковска (на руски: Ли́дия Корне́евна Чуко́вская) е руска журналистка, дисидентка, поетеса и писателка на произведения в жанровете съвременен роман, мемоари и детска литература. Писала е за деца под псевдонима Сертей Углов.

## Биография и творчество
Лидия Чуковска е родена на 11 март 1907 г. в Санкт Петербург, Руската империя, в семейството на писателя Корней Чуковски и Мария Гонфелд. Учи в най-добрите училища на Петроград като гимназия „Таганцев“.
Започва да учи литература през 1924 г. в Ленинградския институт по изкуствата. През 1926 г. заради противопоставяне на комсомолската организация е арестувана по обвинение в антисъветска дейност и в продължение на 11 месеца е заточена в Саратов.
След дипломирането си през 1928 г. в Ленинградския университет, работи като редактор на детска литература в издателство „Госиздат“ под ръководството на Самуил Маршак. В периода 1928-1931 г. издава няколко детски произведения под псевдонима Сертей Углов. През 1937 г., по време на Голямата чистка, редакцията е разформирована, а тя е уволнена.
През 1929 г. се омъжва за литературоведа Цезар Волпе. Бракът им се разпада през 1934 г. Имат дъщеря – Елена Чуковска. През 1934 г. се омъжва за физика Матвей Бронщайн. В края на 1937 г. той е арестуван е разстрелян и в началото на 1938 г. Чуковска успява да избегне ареста си, изселвайки се временно в Крим.
В периода 1939-1940 г. пише първия си роман „София Петровна“. Главната героиня е проста жена, неспособна да разбере характера на заобикалящия я ужас и терор, и след ареста на сина ѝ постепенно полудява. Романът е издаден зад граница през 1965 г., а в Съветския съюз – едва през 1988 г. по време на Перестройката. През 1989 г. романът е екранизиран във филма „София Петровна“ на режисьора Аркадий Сиренко.
През 1940-те и 1950-те писателката извършва временни редакционни работи. Дейността и спомените си обобщава в книгата „В лаборатории редактора“, издадена през 1960 г. и предизвикала широк отклик в литературната общественост.
В периода 1951-1957 г. пише втория си роман „Спуск под воду“, в който се описват събитията от терора през 1930-те години и конформисткото поведение на писателите през 1949 г. по време на „борбата с космополитизма“ – организирана от властите антисемитска кампания. Той е публикуван едва през 1972 г. зад граница. През 1992 г. е екранизиран във филма „Рукопись“.
През 1960-те години заема активна позиция в защита на Йосиф Бродски, Александър Солженицин, Андрей Синявски, Юлий Даниел, Александър Гинзбург, Мустафа Джемилев и др. Пише открити писма до Михаил Шолохов през 1966 г. и откритите писма „Не казнь, но мысль. Но слово“, „Гнев народа“ и „Прорыв немоты“.
На 9 януари 1972 г. е изключена от Съюза на писателите и публикуването на произведенията ѝ е забранено до 1987 г. Събитията, свързани с това, тя описва в книгата си „Процесс исключения. Очерк литературных нравов“, която е публикувана в Париж през 1979 г.
Писателката е наследник на литературното творчество на Корней Чуховски и с нейно съдействие е направен музей за делото му в „Селото на писателите“ край Москва.
Лидия Чуковска умира в Москва на 7 февруари 1996 г.

## Произведения

### Самостоятелни романи
- Софья Петровна (1940), издаден като „Опустелый дом“ (1965), „Софья Петровна“ (1988)
- Спуск под воду (1972)

### Стихосбирки
- По эту сторону смерти (1978)

### Детска литература (като Сертей Углов)
- Ленинград – Одесса (1928)
- Повесть о Тарасе Шевченко (1930)
- На Волге (1931)

### Документалистика
- История одного восстания (1940)
- Н. Н. Миклухо-Маклай (1948)
- Декабристы, исследователи Сибири (1951)
- Борис Житков (1957)
- В лаборатории редактора (1960)
- Процесс исключения. Очерк литературных нравов (1979)
- Записки об Анне Ахматовой (1976, 1980)
- Памяти детства. Воспоминания о Корнее Чуковском (1989)

### Екранизации
- 1989 Софья Петровна – реж. Аркадий Сиренко
- 1992 Рукопись – по романа „Спуск под воду“